# Paul Souriau
Pour les articles homonymes, voir Souriau.
Paul Souriau, né le  21 octobre 1852 à Douai, et, mort le  21 juin 1926 à Nancy, est un philosophe français connu pour ses travaux sur la théorie de l'invention et l'esthétique.

## Biographie
Paul Souriau (ne pas confondre avec Paul-Adolphe Souriau, entrepreneur) effectua ses études à l'École normale supérieure (France), puis soutint une thèse titrée « Théorie de l'invention » en 1881. Dans cette thèse, il soutient que les inventions ne sont pas le résultat d'un processus scientifique rigoureux mais qu'elles se présentent plutôt comme conséquences inévitables déterministes de l'environnement de l'inventeur. Cette théorie fut contestée très tôt après sa publication dans l'édition 1882 de la « Revue Internationale de l'Enseignement» . C'est aussi en 1882 que sa femme donna naissance à Étienne Souriau, qui deviendra lui aussi philosophe spécialisé en esthétique. Simultanément à sa thèse française, il écrit aussi une thèse latine  titrée « De motus perceptione ». Cette thèse latine visait à déterminer l'importance de la vision pour la perception des mouvements. Le titre initial de la thèse était De visione motus . La thèse était un précurseur à ses futurs travaux sur la perception du mouvement.
Il devint professeur à la Faculté des lettres de Lille peu de temps après sa fondation en 1887. En 1889, il publie ses réflexions sur l'esthétique du mouvement. Le livre décrit deux niveaux d'esthétique du mouvement: la beauté mécanique (l'adaptation du mouvement à remplir son but) et l'expression du mouvement (la signification que le mouvement communique à un observateur extérieur). Ce faisant, Paul Souriau distingue le mouvement de la perception du mouvement, des concepts qui deviendront plus tard le sujet de la cognition motrice et de la psychophysique. 
Pendant sa carrière et particulièrement au début du XXe siècle, Paul Souriau publie ses réflexions sur l'esthétique des arts. Pendant cette période, il est professeur à l'Université de Nancy,,,. Pendant la majeure partie de sa vie, Félix Alcan est son éditeur principal.
Outre des essais, Souriau est l'auteur d’une douzaine de contes pour enfants publiés en recueils (Les aventures de Mistigri ; La Plume noire) et de nombreux articles pour des périodiques comme la Revue de Paris, L'Année psychologique, ou encore la Revue philosophique.

## Ouvrages publiés
- Théorie de l’invention (1882) ;
- L’Esthétique du mouvement, Paris, Félix Alcan, coll. «Bibliothèque de philosophie contemporaine» (1889) ;
- La Suggestion dans l’art, Paris, Félix Alcan, coll. «Bibliothèque de philosophie contemporaine» (1893) ;
- L’Imagination de l’artiste (1901) ;
- La Beauté rationnelle (1904) ;
- La Rêverie esthétique. Essai sur la psychologie du poète (1906) ;
- Les conditions du bonheur (1908) ;
- L’Esthétique de la lumière (1913) ;
- L’Entraînement au courage (1926).